# Zespół klasztorny bożogrobców w Miechowie

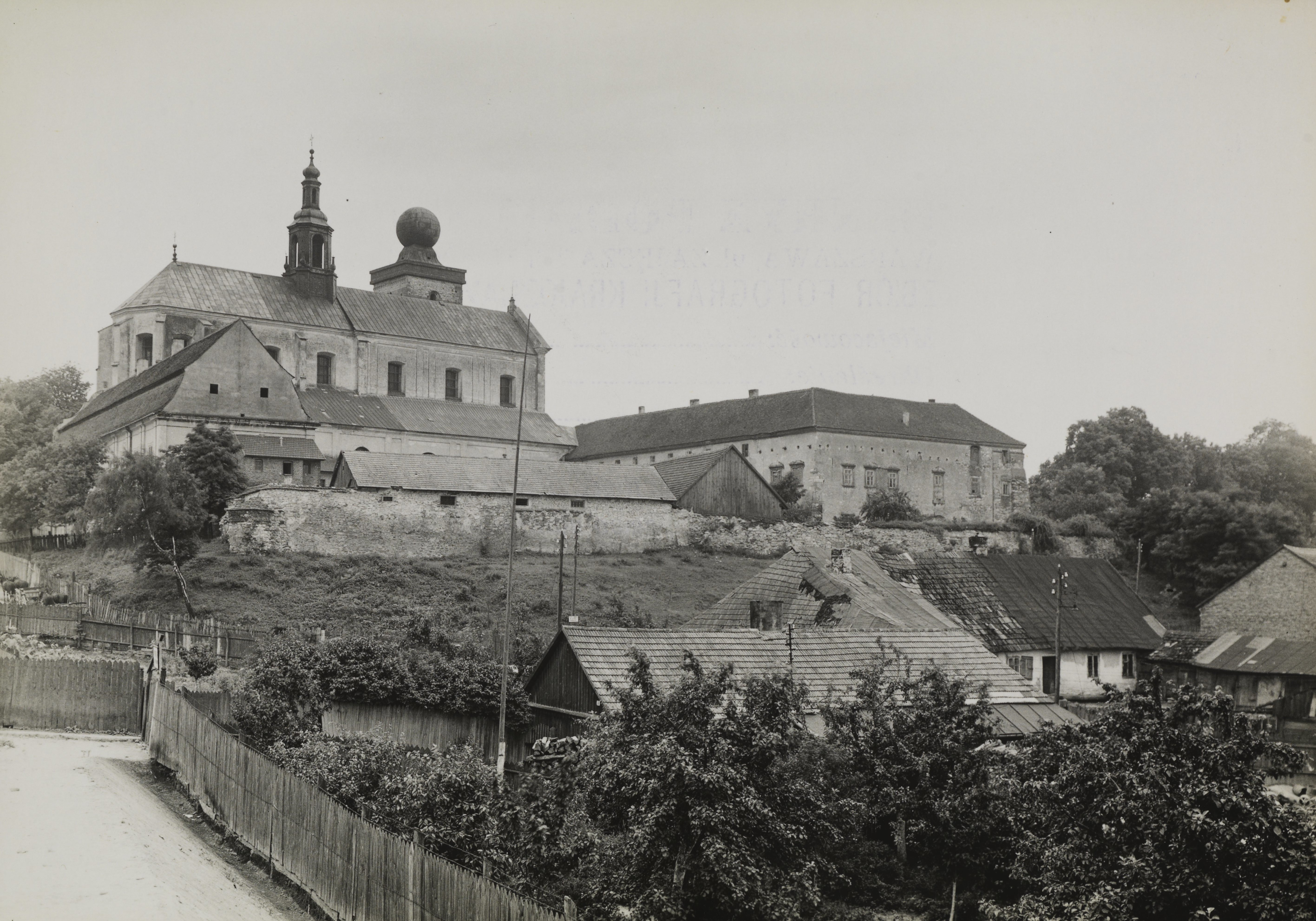
Zespół klasztorny około 1936 roku

Zespół klasztorny bożogrobców w Miechowie – zespół obiektów stanowiących dawniej założenie klasztorne zakonu bożogrobców w Miechowie. Składają się na niego bazylika kolegiacka Grobu Bożego, klasztor, zamek generałów zakonu i baszta. Kompleks, ufundowany w 1163 roku przez możnowładcę Jaksę Gryfitę, należał od XII wieku do 1819 roku do zakonu Kanoników Regularnych Grobu Bożego. Pierwotnie całe założenie było otoczone murem obronnym wzniesionym w latach 80. XIV wieku.
 Obiekt wpisany jest do rejestru zabytków pod nr rej.: 333 z 6.12.1971 oraz 969 z 21.03.1978.

## Bazylika Grobu Bożego

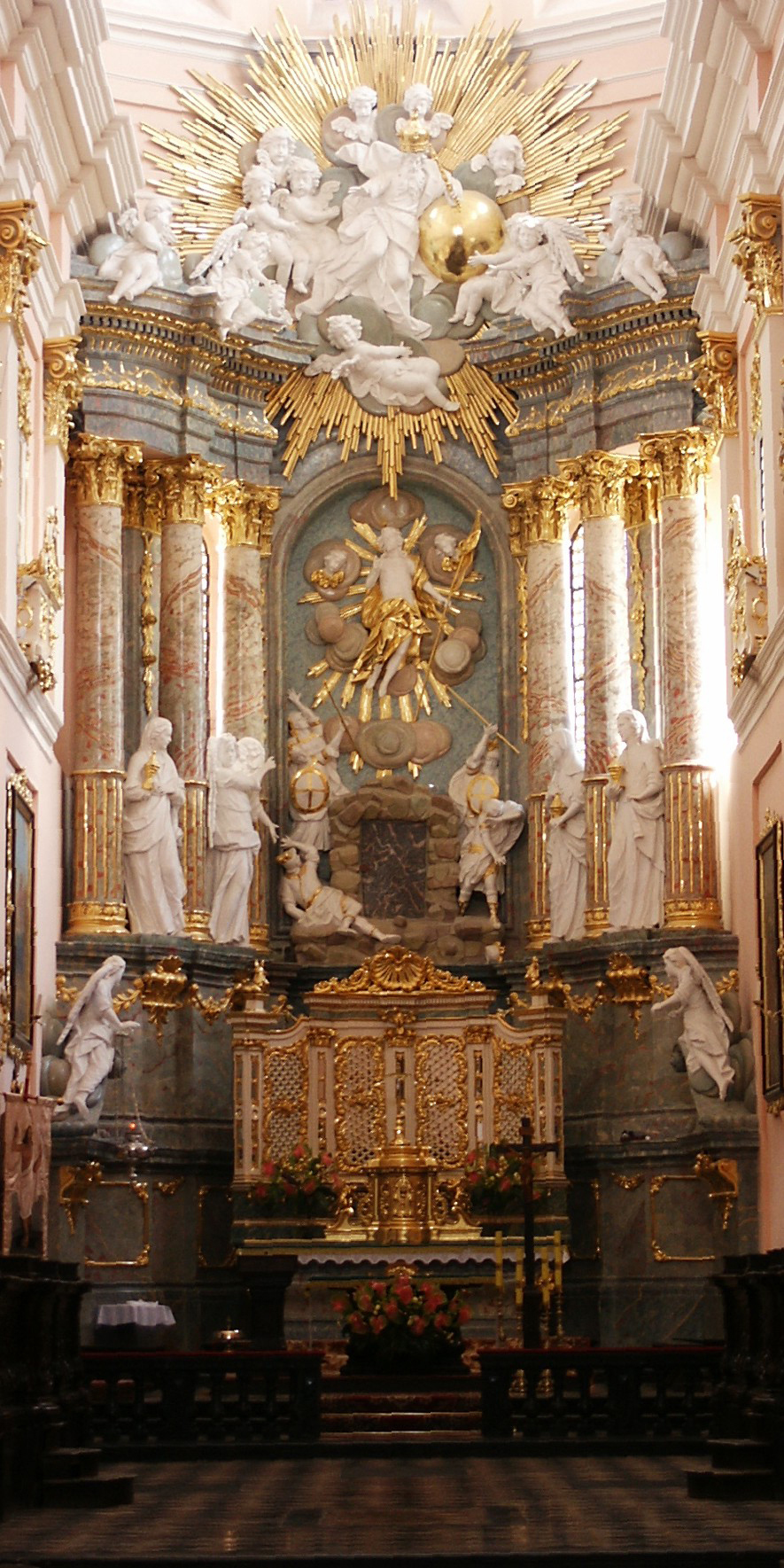
Ołtarz główny bazyliki

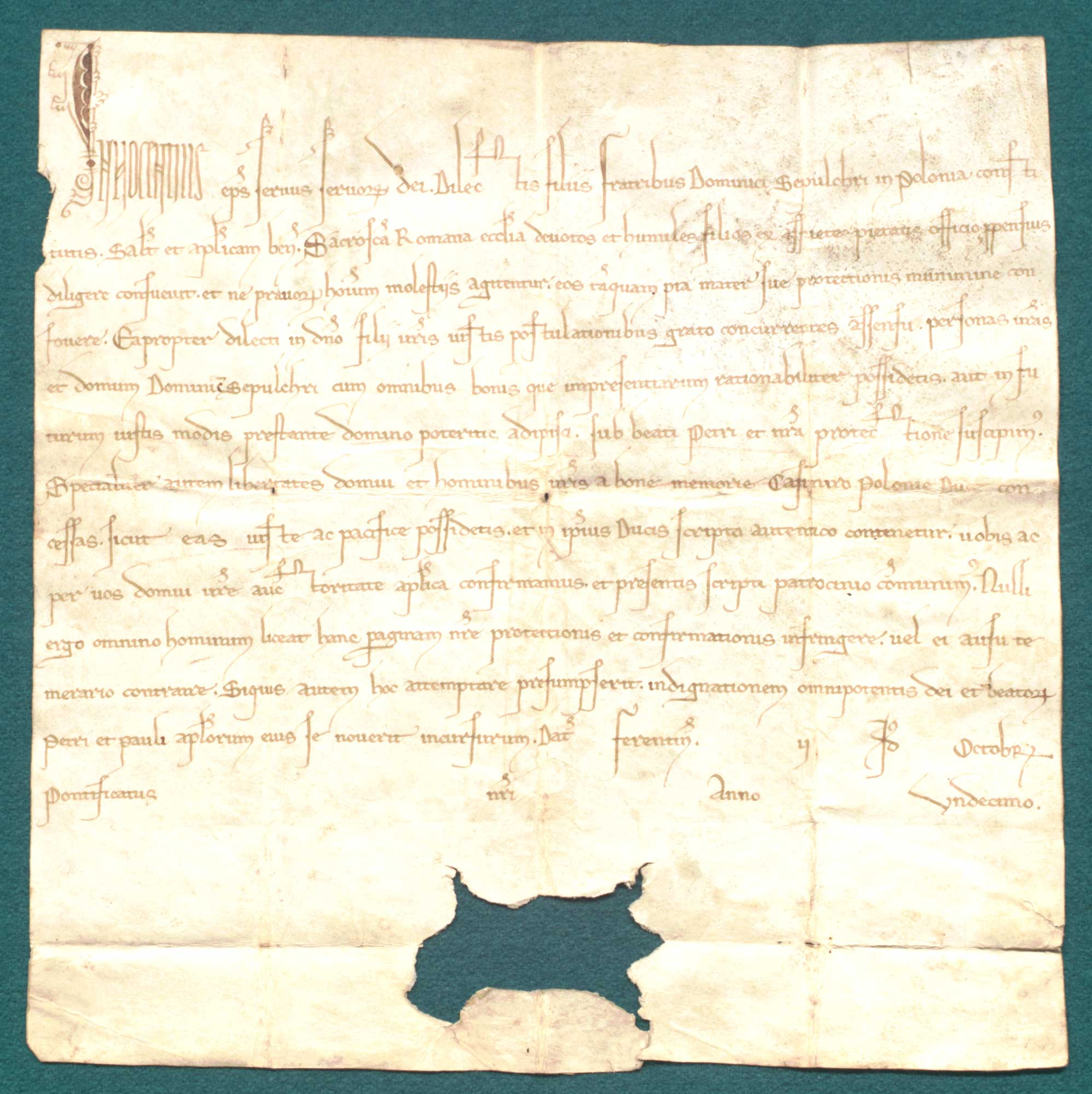
Innocenty III, papież, potwierdza bożogrobcom w Miechowie nadanie Kazimierza Sprawiedliwego i przyjmuje klasztor pod swoją opiekę, 1208 rok

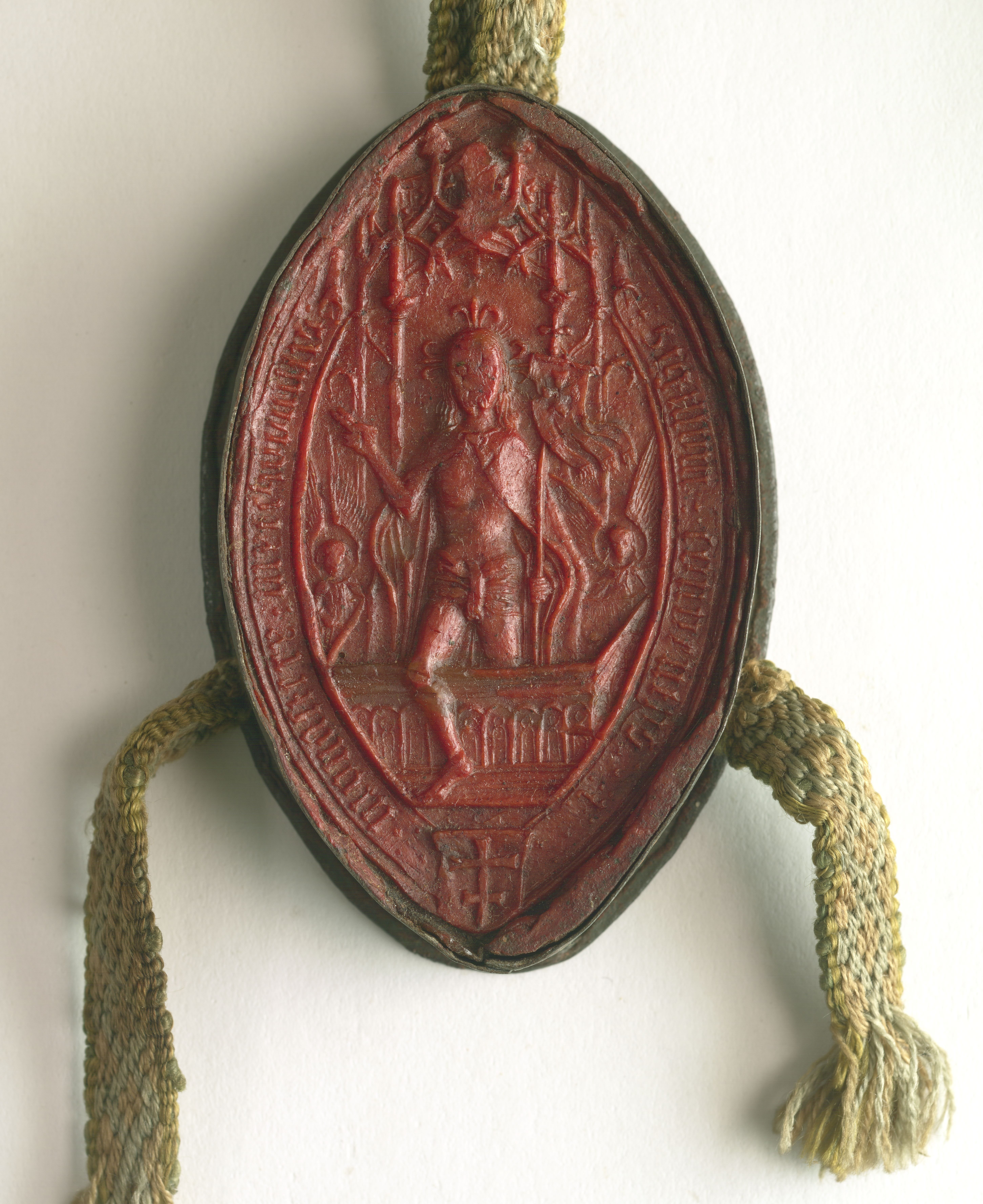
Pieczęć zakonu bożogrobców w Miechowie z 1675 roku (ze zbiorów Archiwum Głównego Akt Dawnych)

Bazylika miechowska to trzynawowy kościół gotycki z przełomu XIV i XV wieku z elementami romańskimi z XIII wieku. Pod koniec XVIII wieku została przebudowana w stylu późnobarokowym. Przykrywa ją dach z blachy miedzianej, na którym umieszczona jest barokowa wieżyczka na sygnaturkę. Nad całością góruje sześciokondygnacyjna wieża przykryta kulistym hełmem z 1802 roku z figurą Chrystusa Zmartwychwstałego dodaną współcześnie. W dolnej części wieży znajduje się kaplica św. Marii Magdaleny, która jako jedyna w świątyni zachowała wygląd gotycki. W kościele jest jeszcze jedna boczna kaplica przy przejściu do zakrystii, nosząca wezwanie św. Antoniego. W latach 1611–1616 nad zakrystią wybudowano pomieszczenie skarbca zakonu.
ołtarz głównyrokokowo-klasycystyczny, złożony z trzech części:
- rokokowego tabernakulum na mensie ołtarzowej, złożonego z trzech lustrzanych płyt ozdobionych misterną ornamentyką; na jego zwieńczeniu umieszczono podobiznę Ducha Świętego pod postacią gołębicy oraz wizerunki świętych Grzegorza i Augustyna
- części środkowej, będącej płaskorzeźbą stiukową przedstawiającą Zmartwychwstanie
- części górnej, w której znajduje się wizerunek Boga Ojca adorowanego przez Anioły.

ołtarze boczne
- ołtarz św. Jakuba Młodszego Apostoła
- ołtarz św. Augustyna
- ołtarz św. św. Piotra i Pawła
- ołtarz św. Jan Nepomucena
- ołtarz Matki Boskiej
- ołtarz Świętego Krzyża
- ołtarz św. Józefa
- ołtarz św. Anny

W prezbiterium znajduje się okuta miedzią płyta zasłaniająca wejście do podziemi kościoła, gdzie znajdują się krypty grobowe, w których grzebano miejscowych zakonników, oraz system podziemnych korytarzy łączących poszczególne budynki klasztorne i wychodzących poza obręb klasztoru. Wyjścia z podziemi znajdowały się w majątku Wielko-Zagórze (obecnie Park Miejski w Miechowie) oraz na przedmieściu Janów u podnóża wielkiej skarpy, na której stoi kompleks klasztorny.

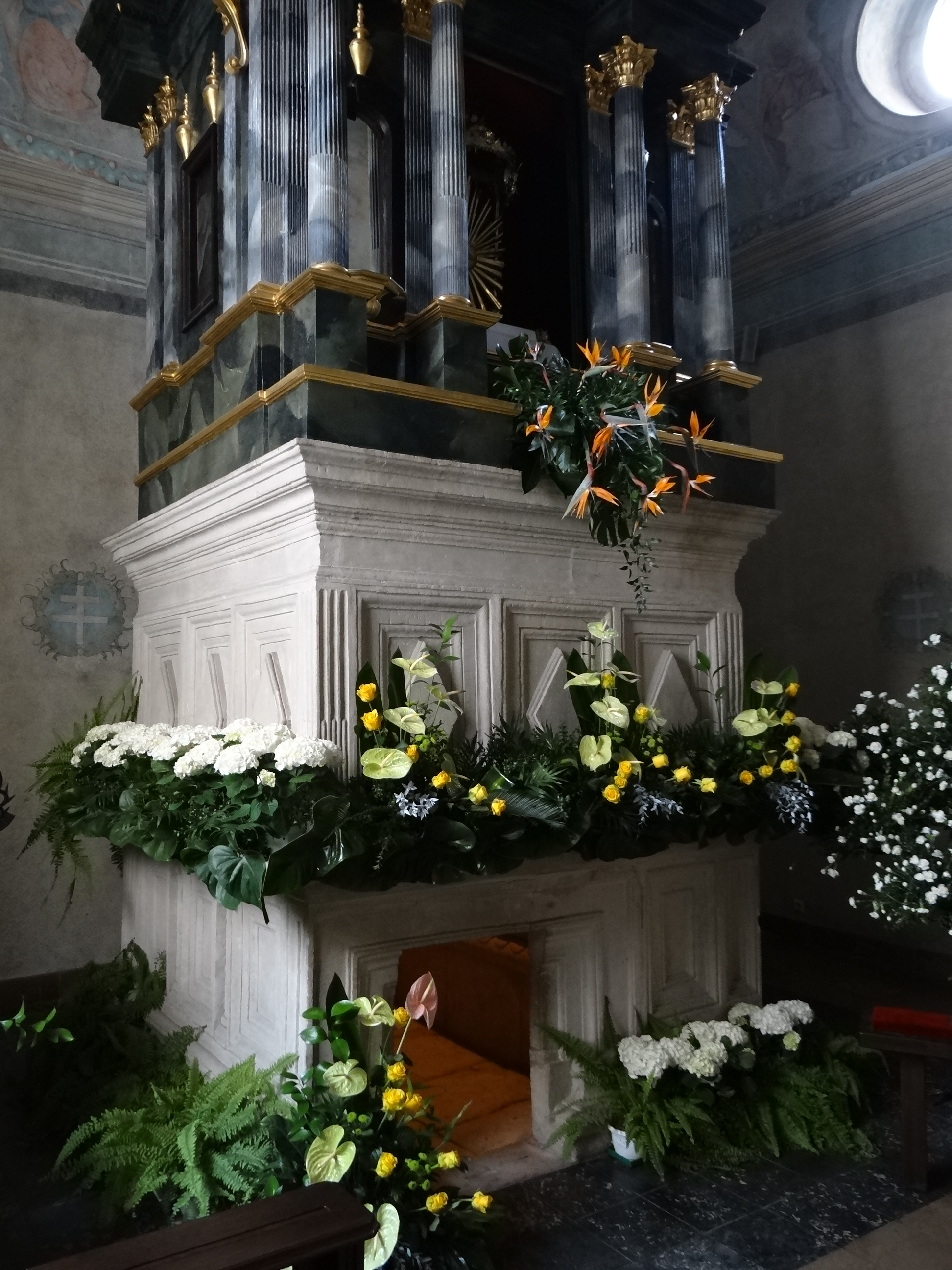
Symboliczny Grób Chrystusa w kaplicy Grobu Bożego w wirydarzu klasztoru

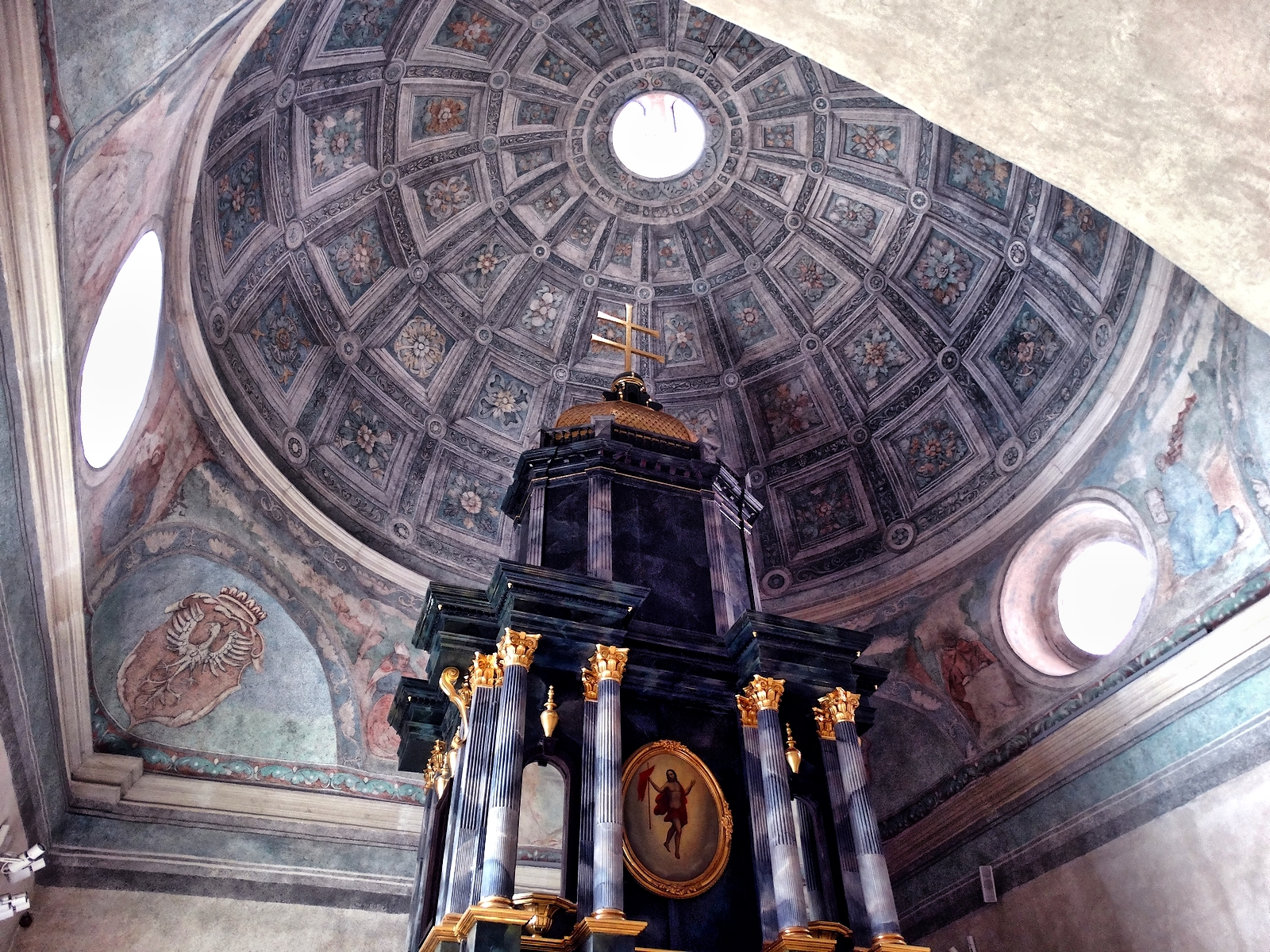
Sklepienie kaplicy Grobu Bożego pokryte dekoracją malarską i zwieńczenie symbolicznego Grobu Chrystusa

## Klasztor
Główny budynek dawnego klasztoru bożogrobców w Miechowie to czworobok, pośrodku którego znajduje się prostokątny wirydarz z gotycko-renesansowymi krużgankami nakrytymi sklepieniami krzyżowo-żebrowymi ze zwornikami w kształcie tarcz herbowych. W gmachu zachowało się ok. 60 jednoosobowych cel zakonników i dwupiętrowe pomieszczenie refektarza.
W wirydarzu znajduje się kaplica Grobu Bożego, centralny element kompozycyjny i ideowy kompleksu klasztornego, nakryta kopulastym sklepieniem, konsekrowana po pożarze głównego kościoła w 1745 roku jako oddzielna, niezależna świątynia. Symboliczny Grób Chrystusa, wybudowany w 1530 roku, to niewielka komora z białego wapienia pińczowskiego; pośrodku niej stoi kamienny sarkofag wykonany z piaskowca. Kaplicę wzniesiono na ziemi przywiezionej z Jerozolimy, a w jej ścianę wmurowano kamień z tamtejszego Grobu Chrystusa. Na prawej ścianie we wnęce znajduje się tablica z brązu z wizerunkiem Jana Pawła II upamiętniająca jego pobyt w kaplicy. Kaplica Grobu Bożego w Miechowie stanowi cel pielgrzymek od okresu średniowiecza; odwiedzili ją m.in. Władysław Łokietek, Władysław Jagiełło i królowa Jadwiga; na ścianach znajdują się pochodzące z epoki herby Zygmunta Starego i królowej Bony.
W południowym, otwartym skrzydle klasztoru, przylegającym do czworobocznego gmachu głównego, mieści się siedziba sądu i prokuratury. Część tego budynku, posiadająca niegdyś zewnętrzne arkady, była nazywana pałacykiem opackim. W przeszłości na terenie zabudowań klasztornych znajdowały się ponadto archiwum zakonne, biblioteka i skryptorium, a także, wymieniane w źródłach, dormitorium i infirmeria. Zakonnicy opuścili klasztor po 1819 roku, kiedy władze Królestwa Kongresowego dokonały kasaty zgromadzenia i skonfiskowały jego majątek.

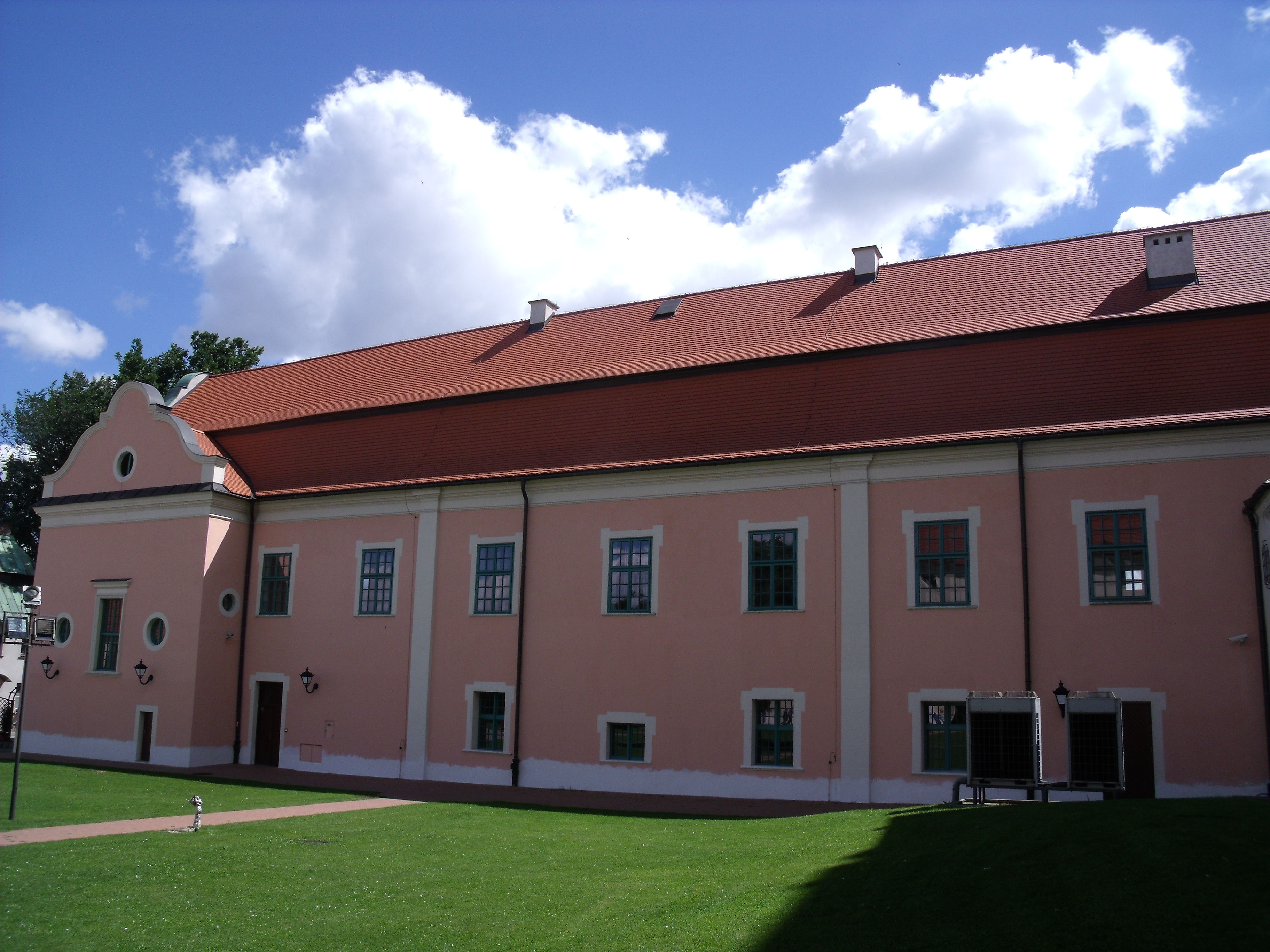
Zamek generałów zakonu, obecnie siedziba Muzeum Ziemi Miechowskiej

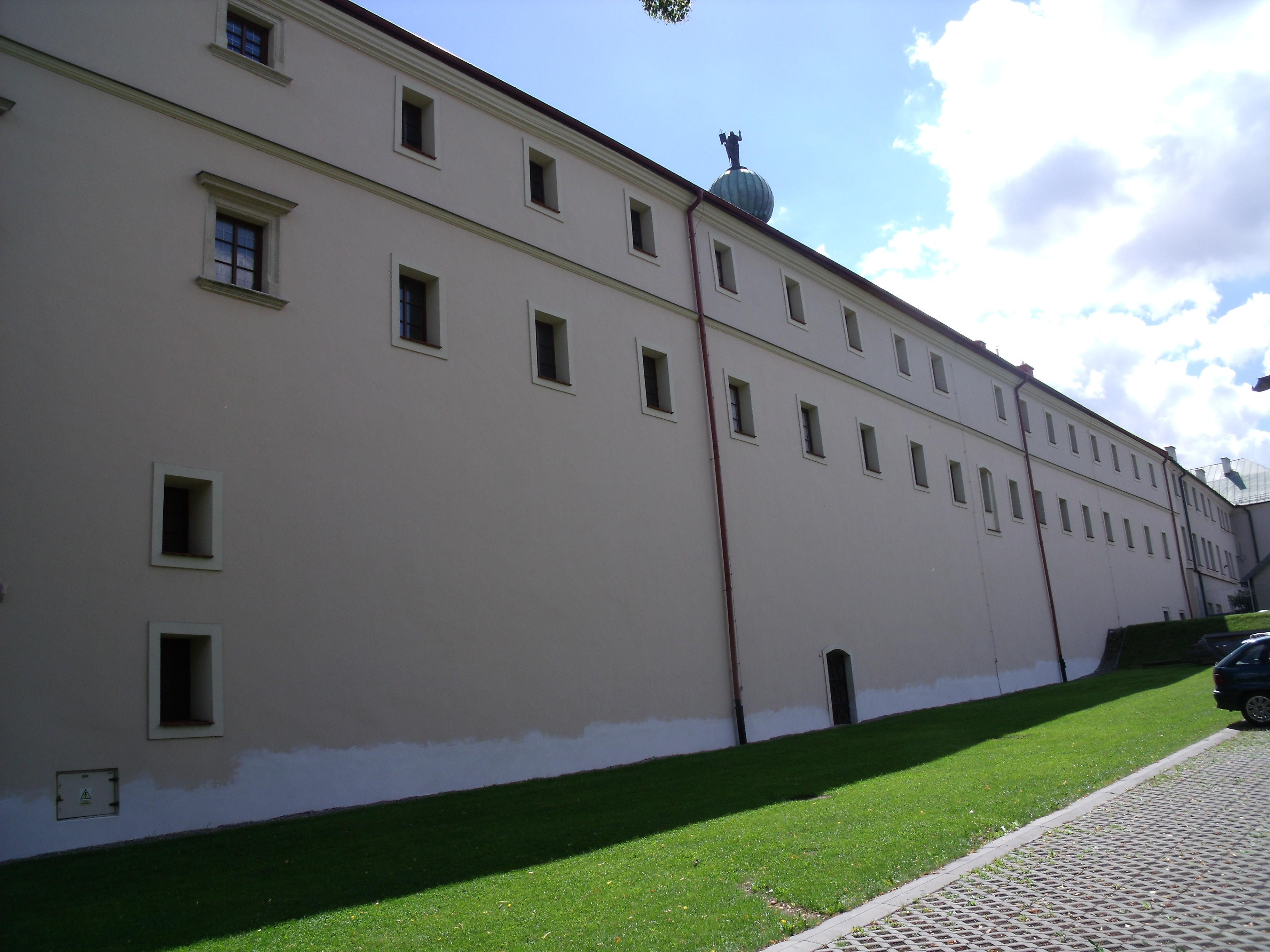
Zachodnia elewacja klasztoru

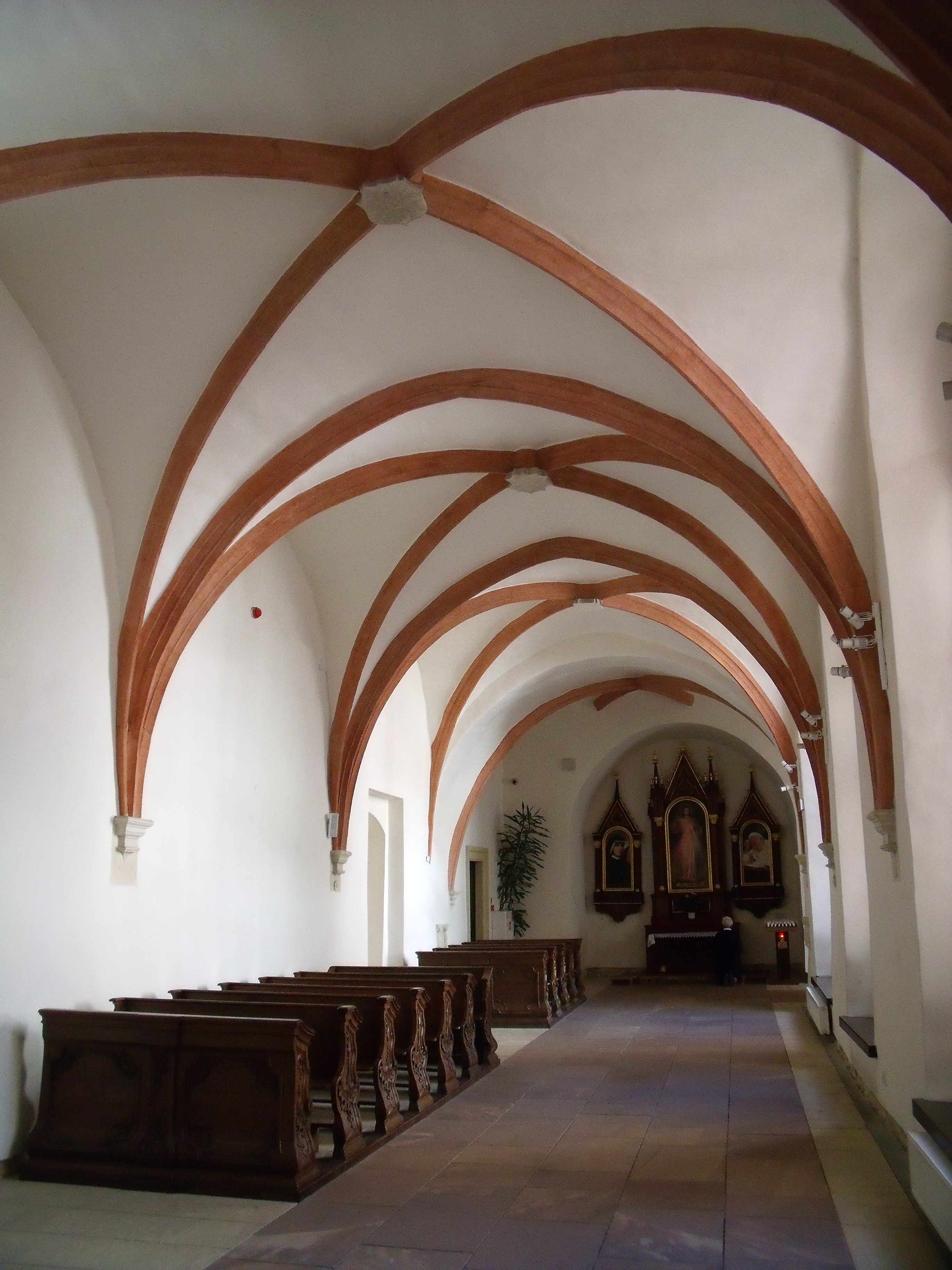
Krużganek klasztoru

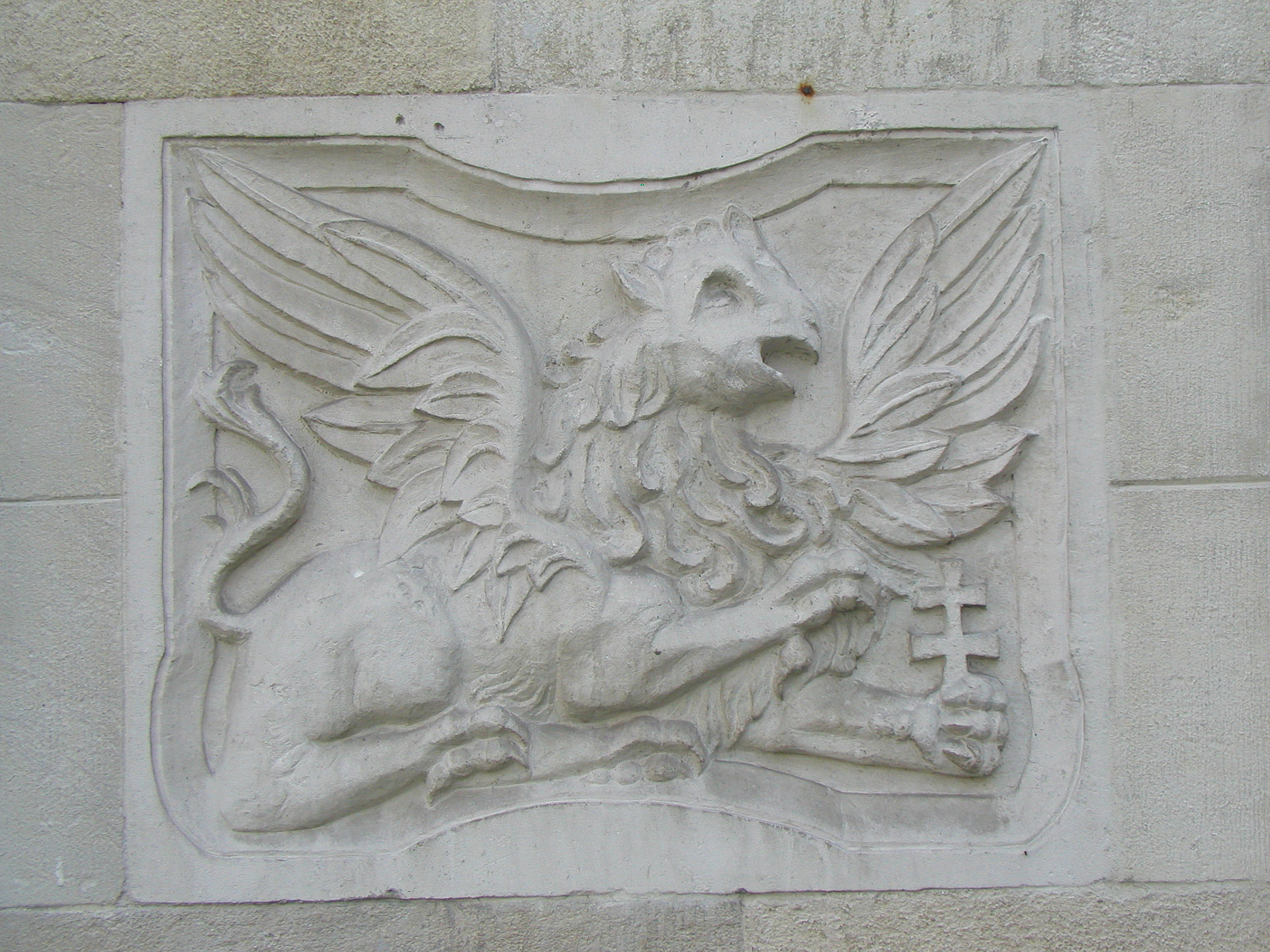
Jeden z detali architektonicznych na terenie kompleksu

## Zamek generałów zakonu
Budowla ta była siedzibą prepozytów generalnych zakonu bożogrobców, a po kasacie zakonu znajdowała się w niej plebania Parafii Grobu Bożego w Miechowie.
Jest to prostokątny gmach o cechach późnobarokowych, piętrowy, z dachem mansardowym i falistą linią ściany szczytowej. Parter od strony zachodniej posiada korytarz, w którym są wejścia do poszczególnych pomieszczeń z krzyżowymi sklepieniami. Natomiast na piętrze znajduje się kilka sal o różnym przeznaczeniu. Jedna z nich, tzw. sala gryfowa, ozdobiona jest barokowym kominkiem i kartuszem ze stiukowym godłem bożogrobców, dwuramiennym krzyżem, i herbem Jaksy Gryfity z rodu Świebodziców, który sprowadził zakon do Miechowa.
Na ścianach zamku generałów wisi kilkadziesiąt portretów prepozytów miechowskiego zgromadzenia bożogrobców, m.in. Andrzeja Batorego i Stanisława Stępkowskiego, a także portrety arcybiskupa Michała Poniatowskiego i św. Karola Boromeusza. Są tam również portrety późniejszych proboszczów miechowskiego kościoła. Mocą zawartego ze Stolicą Apostolską konkordatu wschowskiego w 1737 roku królowie Polski mieli prawo mianować opatów komendatoryjnych zgromadzenia w Miechowie.
W dawnym zamku generałów mieści się Muzeum Ziemi Miechowskiej, powstałe w 2012 roku. Przeprowadziło ono remont i rewaloryzację części poklasztornej kompleksu. W muzeum znajduje się wystawa stała prezentująca kolekcję blisko 200 tkanin i szat liturgicznych ze skarbca zakonu. 

## Baszta
Dekoracyjna baszta znajduje się w północno-wschodnim narożniku muru otaczającego klasztor. Jest to wieloboczny budynek o wyraźnie zaznaczonych dwóch kondygnacjach. Przykrywa go dach namiotowy. Baszta stanowi pozostałość murów obronnych z XVI wieku.